# Rostislav Vargashkin
Rostislav Yevgenyevich Vargashkin (nascido em 2 de junho de 1933) é um ex-ciclista russo que competiu pela União Soviética nos Jogos Olímpicos de Verão de 1956 e 1960, conquistando a medalha de bronze em 1960 na prova de contrarrelógio (1 000 m).